# Фабри, Стефано (старший)
Сте́фано Фа́бри (итал. Stefano Fabri; 1560, Орвието, Умбрия — 28 августа 1609, Лорето) — итальянский композитор, капельмейстер.

## Биография
Родился в семье фламандского музыканта Франческо Фабри, у которого получил первые уроки музыки.
Музыкальную карьеру начал в соборе Орвието. Сначала был певцом, позже также играл на органе и тромбоне.
С 11 мая 1590 до марта 1591 года служил руководителем капеллы в Римском колледже (Collegio Germanico) в Риме, в 1599—1601 годах — папской базилики Святого Петра в Ватикане и Лорето в 1603—1607 годах.
Автор двух сборников «Tricinia» (1602 и 1607).

## Избранные музыкальные сочинения
- Litaniae lauretanae
- A poco a poco more (светская музыка)

Отец композитора Стефано Фабри (1606—1658).